# 阿希尔·巴拉盖·迪利耶

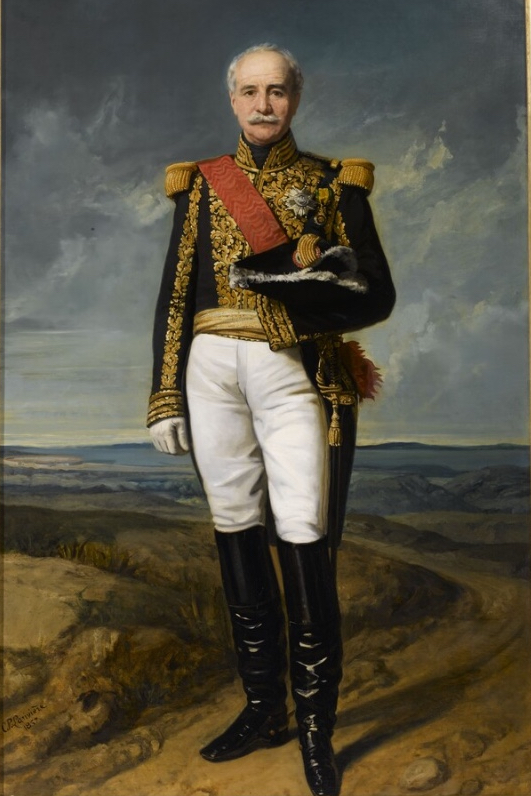
阿希尔·巴拉盖·迪利耶

路易-阿希尔·巴拉盖·迪利耶（法語：Louis-Achille Baraguey d'Hilliers；1795年9月6日—1878年6月6日) 法国元帅和政治家。
巴拉盖·迪利耶出生在巴黎，法国革命时期将军路易·巴拉盖·迪利耶之子。1809年在第9龙骑兵团中任职并在此后的拿破仑战争中效力。
1812年参加远征俄国，1813年他是奥古斯特·德·马尔蒙元帅的副官，在战斗中失去左臂。1814年站在波旁王朝一边。1815年晋升上尉。1823年在法国西班牙远征军中服役并参加战斗，1830年参加阿尔及利亚探险队，并于同年晋升上校。1833年--1841年任法国圣西尔军事学院院长，坚决平息了学生中的不满情绪。1841年-1844年在托马-罗贝尔·比若元帅手下供职，指挥一个师转战于阿尔及利亚。因其苛刻的纪律而被迫辞职。1847年任21军区监察长，1848年4月革命后，当选为国会议员。随后从保皇党转为路易-拿破仑·波拿巴的忠实拥护者。在1849年9月-1850年意大利革命期间任驻罗马的法军指挥官。1851年任巴黎卫戍部队司令，1852到1853年以大使身份前往土耳其。
克里米亚战争爆发后，任法国波罗的海远征军司令。1854年8月16日，因攻克俄国要塞博马尔松德而晋升法国元帅。回国后成为参议院议长。1859年法意奥战争爆发后，任第一军团司令，在6月24日的索尔费里诺战役中佔領了索尔费里诺鎮，60年代在一系列要塞中任职。
普法战争初期，1870年任巴黎总督，他坐镇巴黎，但不为拿破仑三世皇后歐仁妮和八里桥伯爵信任，8月12日被特罗胥取代。普法战争结束后受路易-阿道夫·梯也尔之命组成一个委员会调查战败原因。1878年死于阿梅利莱班-帕拉尔达。 